# 北山駅 (和歌山県)
北山駅（きたやまえき）は、かつて和歌山県海南市野上中にあった野上電気鉄道野上線の駅（廃駅）である。
路線開業後に新設された唯一の駅でもあった。

## 歴史
- 時期不明：野上電気鉄道野上線の駅として開業。
- 1961年（昭和36年）2月：春日前駅、動木駅とともに請負制に変更。
- 1994年（平成6年）4月1日：野上電気鉄道廃業により廃止。

## 駅構造
相対式ホーム2面2線を有する地上駅であったが、列車交換を紀伊野上駅で行うようになった後は廃線時は駅舎側の1面しか使用していなかった。しかし、廃線時まで線路・ホームとも残っており、線路は貨車の留置に使用されていた。
当駅には小さな木造駅舎が残っていたが、廃線時は無人駅であったため出札口や事務室の窓はすべて板で封鎖され、待合室としての役目しか果たしていなかった。

## 利用状況
1980年代の1日の乗降客数は90人弱であった。

## 駅周辺
駅の周囲に小さな集落があったが、基本的には田園地帯であった。

## 隣の駅
野上電気鉄道
野上線
野上中駅 - 北山駅 - 八幡馬場駅